# Maurice Gamelin

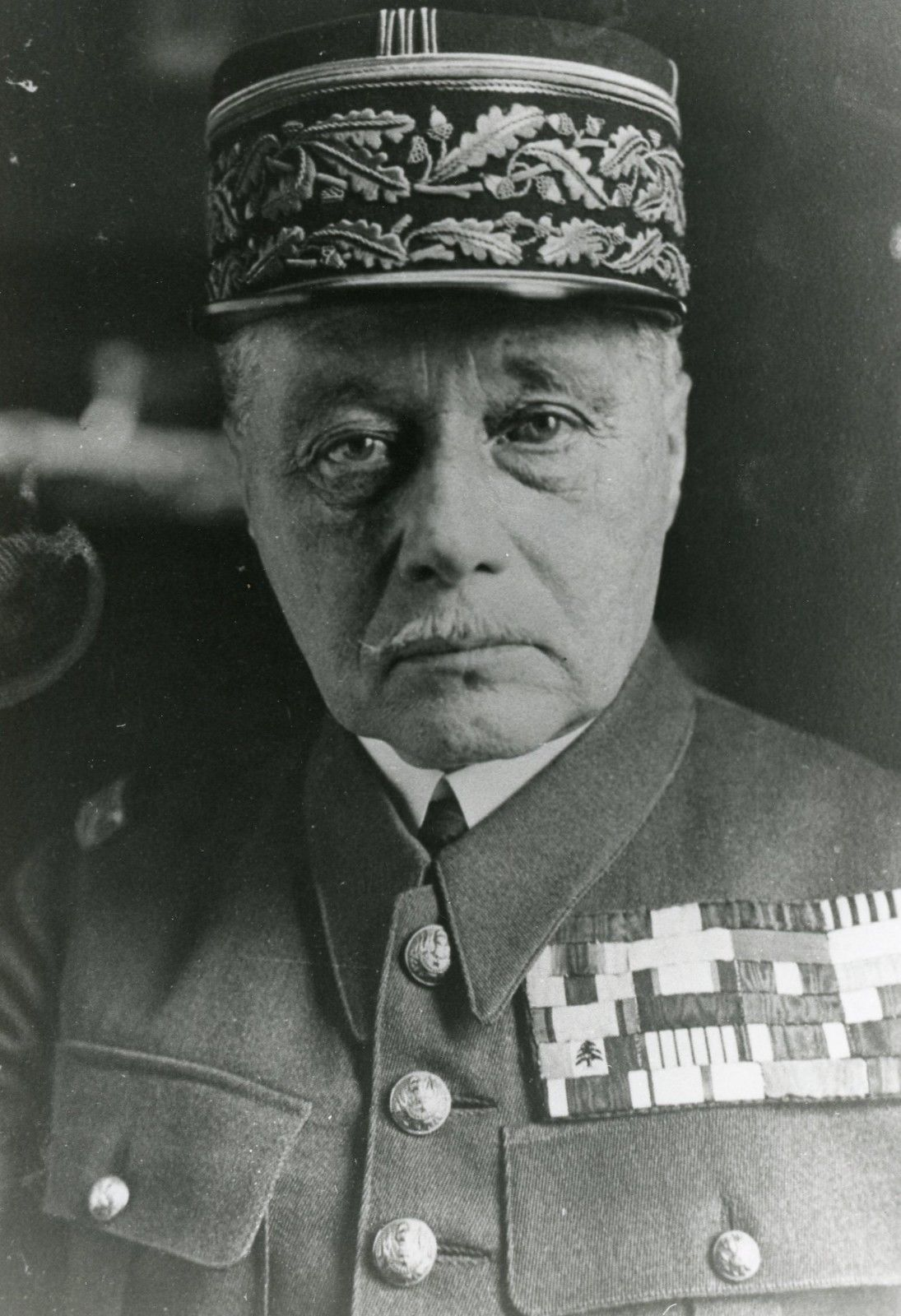
Maurice Gamelin (1939)

Maurice Gustave Gamelin (* 20. September 1872 in Paris; † 18. April 1958 ebenda) war ein französischer Général d’armée. Er war 1940 Befehlshaber der französischen Streitkräfte und mitverantwortlich für die schnelle Niederlage Frankreichs während des Westfeldzugs gegen Deutschland.

## Militärlaufbahn

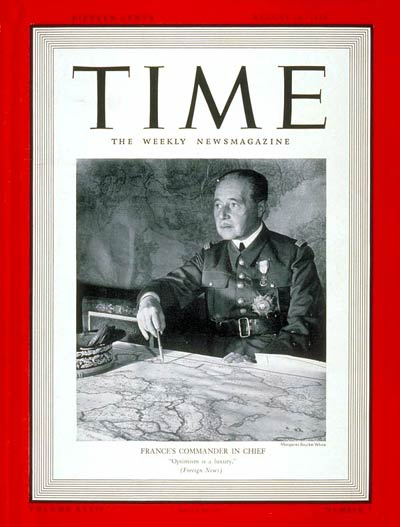
Gamelin auf dem Cover des Time Magazins, fotografiert von Margaret Bourke-White (1939)

Maurice Gamelin entstammte einer Pariser Offiziersfamilie. Er besuchte die angesehene katholische Privatschule Collège Stanislas und trat am 31. Oktober 1891 in die Militärschule Saint-Cyr ein, die er 1893 als Jahrgangsbester abschloss. Anschließend diente er dem 3e régiment de tirailleurs algériens in Französisch-Nordafrika. Zwischen 1897 und 1899 absolvierte Gamelin die Ausbildung zum Stabsoffizier an der École supérieure de guerre, die er als Zweitbester seines Jahrgangs beendete. Im Rang eines Capitaine wurde er 1900 in den Stab des XV. Armeekorps berufen, ehe er 1904 den Befehl über das 15. Bataillon der Chasseurs alpins in Brienne-le-Château übernahm. 1906 publizierte Gamelin die militärische Abhandlung Étude philosophique sur l’art de la Guerre und galt als kommender Militärtheoretiker der französischen Armee. Gamelin erhielt Förderung durch General Joseph Joffre und diente bis 1911 als dessen Ordonnanzoffizier.
Nach einer dreijährigen Verwendung als Bataillonschef der Chasseurs alpins in Annecy wurde Gamelin im März 1914 durch Generalstabschef Joffre in dessen Generalstab berufen. Nach Ausbruch des Ersten Weltkriegs verblieb Gamelin zunächst im Grand Quartier Général (G.Q.G.) und avancierte zu einem der engsten Mitarbeiter Joffres. In dieser Funktion trug er zum Sieg in der Schlacht an der Marne bei. Am 1. November 1914 wurde Gamelin zum Lieutenant-colonel befördert und wechselte in den aktiven Truppendienst an der Westfront. Als Befehlshaber der 2e demi-brigade de chasseurs à pied kämpfte Gamelin im Elsass und an der Somme. Im April 1916 setzte er seinen Aufstieg fort und wurde Colonel. Nach einer kurzen Rückkehr in das G.Q.G. wurde Gamelin Stabschef der Heeresgruppe Reserve unter General Joseph Alfred Micheler. Vom 11. Mai 1917 bis zum Kriegsende am 11. November 1918 war Gamelin als Général de brigade Kommandeur der 9. Infanteriedivision an der Oise und trug maßgeblich dazu bei, die dortige deutsche Offensive aufzuhalten.
Nach dem Ende des Weltkriegs war Gamelin Leiter der französischen Militärmission in Brasilien (1919 bis 1924). Anschließend diente er von 1924 bis 1929 als Oberbefehlshaber der französischen Kolonialtruppen in der Levante (Völkerbundmandat für Syrien und Libanon). Dort schlug Gamelin Aufstände der Einheimischen nieder (Syrische Revolution) und befriedete die Region. 1929 kehrte er als Kommandant eines Armeekorps nach Frankreich zurück. 1931 wurde er schließlich als Nachfolger Maxime Weygands Generalstabschef des französischen Heeres und 1935 Vizepräsident des Obersten Kriegsrats und Generalinspekteur der Streitkräfte.
Dass Gamelin die Aufgaben eines Oberbefehlshabers nur unzureichend wahrnehmen konnte, lag an einer Syphiliserkrankung in fortgeschrittenem Stadium, an der er seit 1930 litt. Die damaligen Therapiemethoden, die die Verabreichung von Arsen-Bismuth-Quecksilber-Präparaten und Malaria-Therapien (welche die durch die Syphilis verursachten Lähmungserscheinungen milderten) umfassten, konnten das Voranschreiten der Syphilis nicht aufhalten. Als Folge traten bei Gamelin u. a. Gedächtnisstörungen und Bewusstseinstrübungen auf. Die Stabs- und Truppenoffiziere sahen sich permanent mit widersprüchlichen Aussagen ihres Oberbefehlshabers konfrontiert. Die Erkrankung schien außerdem seine ablehnende Haltung gegenüber der modernen Kriegsführung auf irrationale Weise zu bekräftigen. Mechanisierung und Motorisierung der Truppen sowie Großverbände der Panzertruppe und den massiven Einsatz von Luftstreitkräften lehnte er entschieden ab; gegenteilige Meinungen wertete er als persönlichen Verrat.
Für seinen raschen Aufstieg in den 1930er Jahren waren neben seiner taktisch defensiven und strategisch passiven (nichtinterventionistischen) Grundhaltung, die in der damaligen französischen Politik lagerübergreifend Anklang fand, auch nichtmilitärische Gründe entscheidend. So galt Gamelin als Republikaner, was ihn von zahlreichen Weggefährten, etwa dem rechtskonservativen Weygand, abhob und in einer in weiten Teilen republikfeindlichen politischen Landschaft aus rechten und monarchistischen sowie kommunistischen Republikfeinden ein nicht zu unterschätzender Faktor für seine Ernennung war. Außerdem galt er, auch aufgrund seiner schlechten Gesundheit, als leicht beeinflussbar, was der Staatsführung entgegenkam, die ein politisches Eigenleben des Militärs zu verhindern suchte.

## Zweiter Weltkrieg

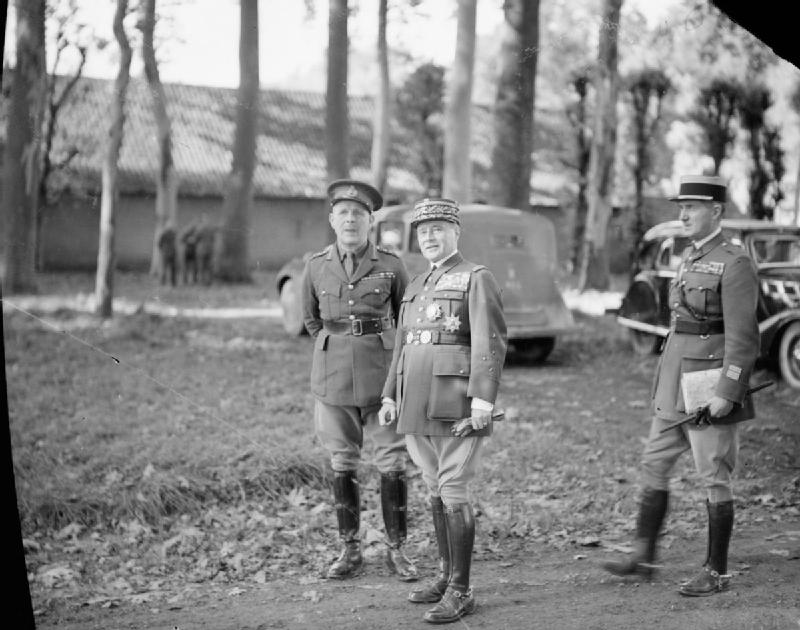
Der Oberbefehlshaber des BEF Lord Gort (links) und Gamelin (Mitte) am 13. Oktober 1939

1939 begann die deutsche Wehrmacht den Polenfeldzug. Gamelin hatte als Generalstabschef eine defensive und konservative Grundhaltung zur Kriegsführung durchgesetzt, die sich auch in der zurückhaltenden Reaktion Frankreichs auf Hitlers Rheinlandbesetzung und die Sudetenkrise 1938 zeigte. Dennoch wurde er mit dem Beginn des Krieges Oberbefehlshaber der alliierten Streitkräfte in Frankreich. Trotz weitgehender Entblößung des deutschen Westens verzichteten das französische Heer und die British Expeditionary Force auf einen Angriff zur Entlastung des verbündeten Polen. Es erfolgten lediglich kleinere zaghafte Vorstöße im Saarland. Die Truppen unter Gamelins Befehl blieben hinter der Maginotlinie, dieser Krieg ohne Kriegshandlung wird als Drôle de guerre oder Sitzkrieg bezeichnet.
Mit dem Beginn des Westfeldzugs am 10. Mai 1940 zeigte sich, dass Gamelin als Oberbefehlshaber überfordert war. Er erkannte nicht, dass die deutsche Heeresgruppe B, die die Niederlande und Belgien überfallen hatte, ihm nur eine Neuauflage des Schlieffenplans vorspiegeln sollte. Die Truppen unter seinem Befehl rückten nach Norden vor, um dort gemeinsam mit den niederländischen und belgischen Streitkräften die Hauptfront gegen die Wehrmacht zu bilden. Gamelin blieb in seinem Hauptquartier im Schloss Vincennes bei Paris und verlor sehr schnell den Überblick über die Kampfhandlungen; zum einen aufgrund seiner Entfernung zur Front, zum anderen aufgrund des Zusammenbruchs der Kommunikationssysteme. Seine defensive Grundhaltung hatte zudem in der französischen Armee dem Defätismus Vorschub geleistet. Ebenso hatte er die Bedeutung der Panzerwaffe nicht erkannt, Befürworter einer aktiveren Kriegsführung wie Charles de Gaulle waren vor dem Krieg in Frankreich ohne Gehör geblieben.
Die katastrophale Entwicklung der Situation für die Alliierten führte schließlich am 19. Mai zu Gamelins Amtsenthebung, rund eine Woche nach dem Beginn des deutschen Angriffs. Er wurde durch General Maxime Weygand, seinen Vorgänger als Generalstabschef, ersetzt und in den Ruhestand verabschiedet.
Im Februar 1942 wurde Gamelin von Vichy-Frankreich im Prozess von Riom als Mitverantwortlicher für die Niederlage angeklagt. Philippe Pétain nahm ihn aus dem Verfahren. Er wurde im  Fort du Portalet (Département Pyrénées-Atlantiques) gefangengehalten. Nachdem Deutschland Südfrankreich besetzt hatte (Unternehmen Anton, 11. November 1942), wurde er an Deutschland ausgeliefert. Das NS-Regime internierte ihn zusammen mit französischen Vorkriegspolitikern, z. B. Édouard Daladier und Léon Blum, im Außenlager des KZ Dachau auf Schloss Itter in Tirol. Am 5. Mai 1945 wurden die dort Inhaftierten bei der Schlacht um Schloss Itter von Truppen der Wehrmacht und amerikanischen Armee im Einsatz gegen Waffen-SS befreit.
Nach seiner Befreiung 1945 kehrte er nach Frankreich zurück, schrieb umfangreiche Memoiren und lebte zurückgezogen. Am 18. April 1958 starb er in seiner Geburtsstadt Paris.